# Édouard Kempf
Édouard Kempf, né le 20 mars 1998 à Mulhouse, est un joueur de handball français né le 20 mars 1998. Il joue actuellement au Fenix Toulouse handball  depuis la saison 2020-2021.

## Carrière

### En club
Édouard Kempf débute le handball à l'âge de 4 ans dans le club de l'ASCA Wittelsheim. Il rejoint par la suite le Cernay Wattwiller Handball et le pôle espoir de Strasbourg. La perspective de devenir professionnel le pousse à rejoindre une équipe de haut niveau, le Sélestat Alsace handball,. Ce passage de deux années lui permet d'emmagasiner de l'expérience de haut niveau. Il joue ainsi avec l'équipe réserve en Nationale 2 (quatrième division française) mais aura aussi l'opportunité de rejoindre l'équipe professionnelle lors de match de ProD2.
En 2016, l'opportunité de rejoindre le centre de formation du Paris Saint-Germain Handball se présente pour Édouard. Il peut ainsi rejoindre un club évoluant en Championnat de France masculin de handball, mais qui évolue aussi en Ligue des champions très régulièrement. Là aussi, il va alterner les rencontres entre l'équipe réserve, évoluant cette fois-ci en Nationale 1, et l'équipe première. Son temps de jeu augmentera d'année en année avec l'équipe première passant de 12 matchs joués en 2016-2017 à 32 en 2019-2020, et ce alors que la saison a été écourtée. Ces prestations lui permettent ainsi de signer son premier contrat professionnel en février 2019 devant se terminer en juin 2022. Cette étape de sa carrière lui permet d'engranger énormément d'expérience grâce au contact avec de grands joueurs mais aussi d'agrandir énormément son palmarès.
Édouard Kempf rejoint le Fenix Toulouse Handball à l'été 2020 après avoir trouvé un accord avec son ancien club afin d'être libéré. Il signe un contrat de trois dans son nouveau club.

### En sélection nationale
En sélection nationale, Édouard est sélectionné avec les équipes de France jeune de la catégorie des moins de 17 ans à celle des moins de 21 ans. Cela lui permet de participer à cinq tournois internationaux majeurs, le Tournoi olympique de la jeunesse 2015, le Championnat d'Europe jeune 2016, le Championnat du monde jeune 2017, le Championnat d'Europe junior 2018 et le Championnat du monde junior 2019. Avec sa génération 9899, ils réussissent à remporter quatre de ces cinq trophées et terminent à la deuxième place lors de leur seul échec. Édouard se distingue lors de ces compétitions au point d'être élu meilleur ailier droit du championnat du monde jeune 2017.

## Palmarès

### En club
Compétitions nationales
- Vainqueur du Championnat de France (4) : 2017, 2018, 2019, 2020
- Vainqueur de la Coupe de France (1) : 2018
- Vainqueur de la Coupe de la Ligue (3) : 2017, 2018, 2019
- Vainqueur du Trophée des champions (1) : 2016[6]

Compétitions internationales
- Finaliste de la Ligue des champions en 2017.

### En équipe nationale
Compétitions jeunes et junior
- Vainqueur du championnat du monde junior en 2019
- Finaliste du championnat d'Europe junior en 2018
- Vainqueur du championnat du monde jeunes en 2017
- Vainqueur du championnat d'Europe jeunes en 2016[8]

### Distinctions individuelles
- Élu meilleur ailier droit du championnat du monde jeunes 2017[9]

## Statistiques
| Saison                | Club                  | Championnat           | Championnat | Championnat | Coupe nationale | Coupe nationale | Coupe de la Ligue | Coupe de la Ligue | Supercoupe | Supercoupe | Compétition(s) continentale(s) | Compétition(s) continentale(s) | Compétition(s) continentale(s) | Total | Total |
| Saison                | Club                  | Division              | M.          | B.          | M.              | B.              | M.                | B.                | M.         | B.         | Comp.                          | M.                             | B.                             | M.    | B.    |
| 2016-2017             | Paris Saint-Germain   | Starligue             | 5           | 5           | -               | -               | 1                 | 3                 | 2          | 1          | LDC                            | 4                              | 1                              | 12    | 10    |
| 2017-2018             | Paris Saint-Germain   | Starligue             | 12          | 11          | -               | -               | 2                 | 0                 | -          | -          | LDC                            | 7                              | 17                             | 21    | 28    |
| 2018-2019             | Paris Saint-Germain   | Starligue             | 10          | 7           | -               | -               | -                 | -                 | -          | -          | LDC                            | 4                              | 0                              | 14    | 7     |
| 2019-2020             | Paris Saint-Germain   | Starligue             | 17          | 4           | -               | -               | 1                 | 0                 | 1          | 0          | LDC                            | 13                             | 0                              | 32    | 4     |
| Total sur la carrière | Total sur la carrière | Total sur la carrière | 44          | 27          | -               | -               | 4                 | 3                 | 3          | 1          | -                              | 28                             | 18                             | 79    | 49    |